# Witteleertouwersstraat
De Witteleertouwersstraat is een straat in Brugge.

## Beschrijving
Leder touwen was een belangrijke middeleeuwse activiteit. Het product dat de ambachtslui bewerkten was schaapsleder of zeemleder. Naar de gewoonte van de tijd werd hierbij gespecialiseerd te werk gegaan en waren er twee afzonderlijke ambachten. Men had:
- de wit-ledertouwers die het leder bewerkten dat een witte kleur had (schaaps- en zeemleer),
- de zwart-ledertouwers die het leder bewerkten met een donkere kleur.

De twee parallelle straten die naar hen werden genoemd, waren waarschijnlijk (absolute zekerheid is er hierover niet) de straten waar verschillende onder hen het ambacht uitoefenden.
De Witteleertouwersstraat loopt, net zoals de Zwarteleertouwersstraat, van de Predikherenstraat naar de Schaarstraat.

## Vermelding
Beide straten worden reeds in 1473 ('Excellente cronicke van Vlaend'ren', handschrift in: Bibliotheek Biekorf Brugge) vermeld toen er een grote brand uitbrak waarbij de bakkerskapel en meer dan honderd haardsteden afbrandden.

## Bekende bewoners
- Michiel English, priester en historicus
- Jules Fonteyne, kunstenaar (woonde er van 1923 tot 1951)
- Alfred Gilbert (beeldhouwer)